# Гондолићи
Гондолићи (итал. Gondali) је насељено место у Републици Хрватској у Истарској жупанији. Административно је у саставу града Лабина.

## Становништво
Према последњем попису становништва из 2001. године у насељу Гондолићи живела су 63 становника који су живели у 17 породичних домаћинстава.
Кретање броја становника по пописима 1857—2001.
| година пописа  | 1857. | 1869. | 1880. | 1890. | 1900. | 1910. | 1921. | 1931. | 1948. | 1953. | 1961. | 1971. | 1981. | 1991. | 2001. |
| бр. становника | 0     | 0     | 69    | 97    | 122   | 98    | 0     | 0     | 189   | 136   | 109   | 88    | 55    | 69    | 63    |

Напомена:До 1991. исказивано под именом Гондолић. У 1857., 1869. и 1931. подаци су садржани у насељу Света Марина, опћина Раша, а у 1880. и 1921. у насељу Брег. Од 1890. до 1910. исказивано као дио насеља.